# La Madellota
La Madellota és un paratge del terme municipal de Bigues i Riells, al Vallès Oriental, dins del territori del poble de Riells del Fai.
Està situat al nord-est de Riells del Fai, de la Vall Blanca i de Vallderrós, a la dreta del torrent de Llòbrega. Queda a prop i al sud-oest del Paller del Boll, de la Plaça de les Bruixes i del Grauet de l'Ullar.